# Мантови
Мантовите (Mobulinae) са подсемейство хрущялни риби от семейство Орлови скатове (Myliobatidae).

## Родове
- Aodon
- Apterurus
- Brachioptilon
- Cephaloptera
- Ceratobatis
- Ceratoptera
- Dicerobatis
- Mobula – Мобули